# Estatuto provisional de 1811 de Argentina
El Estatuto Provisional de 1811 de Argentina fue aprobado el 22 de octubre de 1811 por el Triunvirato, uno de los órganos que gobernaba en Buenos Aires, en reemplazo del  Reglamento que había sido aprobado el 22 de octubre del mismo año por la Junta Conservadora de los derechos de Fernando VII, y que nunca tuvo aplicación.

## Origen del Estatuto
La Junta Conservadora estaba compuesta por los diputados de las provincias que se encontraban en la Capital y por los que llegaran después del interior y coexistía con el Triunvirato sin que se encontrasen claramente delimitadas las funciones de una y otro. Con la finalidad de reglar sus respectivas competencias la Junta Conservadora aprobó un Reglamento de 27 artículos y lo remitió al Triunvirato,  integrado por Feliciano Antonio Chiclana, Manuel de Sarratea y Juan José Paso, actuando Bernardino Rivadavia como secretario, pero éste lo rechazó, disolvió la Junta y dictó en su reemplazo el Estatuto Provisional.

## Contenido del Estatuto
El Estatuto consta de 9 artículos y en ellos se utiliza el vocablo “gobierno” para referirse al Triunvirato.

### Procedimiento de designación de integrantes del Triunvirato
El Estatuto dispuso en su artículo 1° que los vocales del gobierno se removerían
alternativamente cada seis meses, empezando por el menos antiguo en el orden
de nominación y que debían turnar la presidencia en igual período por orden inverso.
El nuevo integrante sería elegido por una asamblea general convocada al efecto, compuesta del ayuntamiento, de las representaciones que nombren los pueblos, y de un número considerable de ciudadanos elegidos por el vecindario de esta capital, según el orden, modo y forma que prescribirá el gobierno en un reglamento. En cuanto a las ausencias temporales, ellas serían suplidas  por los secretarios.

### Limitaciones de facultades del Triunvirato
En el artículo 2° se disponía que el gobierno no podrá resolver sobre los grandes asuntos del estado, que por su naturaleza tengan un influjo directo sobre la libertad y existencia de las Provincias Unidas, sin acuerdo expreso de la asamblea general.

### Futuro congreso general
Por el artículo 3° el gobierno se obligaba a tomar las medidas conducentes para acelerar  la apertura del congreso de las Provincias Unidas, ante la cual sus integrantes, así como  los secretarios, serán responsables por sus conductas, y si después de dieciocho meses aún no se hubiere abierto el congreso, deberán responder ante una asamblea general.

### Administración de justicia
Por el artículo 5° se disponía que la administración de justicia está a cargo de las autoridades judiciarias y que para resolver las apelaciones –“asuntos de segunda suplicación”-  se sumarán al gobierno de dos ciudadanos “de probidad y luces”.

### Funciones del gobierno
El artículo 6° disponía que al gobierno correspondía velar sobre el cumplimiento de las leyes, y
adoptar cuantas medidas crea necesarias para la defensa y salvación de la patria, según
lo exija el imperio de la necesidad y las circunstancias del momento.”

### Designación y reemplazo de secretarios
El artículo 7° encomendaba al gobierno que en caso de renuncia, ausencia, o muerte de los secretarios, nombre a los que reemplazantes con obligación de  presentar el nombramiento en la primera asamblea siguiente.

### Nombre y tratamiento a utilizar
Conforme al artículo 8° el gobierno se titulará Gobierno superior provisional de las Provincias
Unidas del Río de la Plata, a nombre del Sr. Don Fernando VII, su tratamiento será el
de Excelencia y de “vmd, llano a cada uno de sus miembros en particular”. La abreviatura vmd corresponde a Vuestra Merced don …”.

### Juramento y publicidad
En el artículo 9° después de establecer que “La menor infracción de los artículos del presente reglamento será un atentado contra la libertad civil” dispone que el gobierno y las autoridades constituidas jurarán solemnemente su puntual observancia y que se dé a publicidad el Reglamento juntamente con el decreto de la libertad de la imprenta de 26 de octubre de 1811, y de la seguridad individual. 

### Libertad de imprenta
En el artículo 4° se declaró que “Siendo la libertad de la imprenta, y la seguridad individual el fundamento de la felicidad pública, los decretos en que se establecen, forman parte de este reglamento. Los miembros del gobierno, en el acto de su ingreso al mando, jurarán guardarlos
y hacerlos guardar religiosamente.”

### Decreto sobre libertad de imprenta
El decreto de la libertad de imprenta del- 26 de octubre de 1811 que se incorporaba al Estatuto disponía en su artículo 1° que “Todo hombre puede publicar sus ideas libremente y sin censura previa.” Los límites están dados en el artículo 2°, según el cual “El abuso de esta libertad es un crimen, su acusación corresponde a los interesados, si ofende derechos particulares; y a todos los ciudadanos, si compromete la tranquilidad pública, la conservación de la religión católica, o la Constitución del Estado. Las autoridades respectivas impondrán el castigo según las leyes.”. Para el juzgamiento de estos delitos el artículo 3° creó un tribunal especial denominado “Junta Protectora de la libertad de la Imprenta” integrada por 9 miembros. A este efecto el Cabildo confeccionaría una lista de cincuenta ciudadanos honrados, que no estén empleados en la administración del gobierno y de ellos se elegirían los miembros de la Junta en una votación en la que intervendrían el prelado eclesiástico, alcalde de primer voto, síndico procurador, prior del Consulado, el fiscal y 2 vecinos de consideración, nombrados por el Ayuntamiento. 
Para las obras que tratan de religión el artículo 8° disponía la previa censura del eclesiástico con posibilidad de reclamación ante una junta formada por el mismo diocesano asociado de cuatro individuos de la Junta Protectora. Finalmente, el artículo 9° disponía que los autores eran responsables de sus obras o los impresores no haciendo constar a quien pertenecen.

### Seguridad individual
El decreto del 23 de noviembre de 1811 disponía que ningún ciudadano puede ser penado, ni expatriado sin que preceda forma de proceso, y sentencia legal (artículo 1°). Tampoco podía ser arrestado sin prueba, al menos semiplena, o indicios vehementes de crimen, que se harán constar en proceso informativo dentro de tres días perentorios. En el mismo término se hará saber al reo la causa de su detención, y se remitirá con los antecedentes al juez respectivo (artículo 2°). El decreto u orden que disponga el arresto de un ciudadano, pesquisa de sus papeles, o embargo de bienes, debe individualiza el nombre o señales que distingan su persona, y objetos, sobre que deben ejecutarse las diligencias, de la cual deberá tomarse inventario, que firmará el reo, y al cual se le dejará copia (artículo 3°).
El decreto declara en el artículo 4° que “La casa de un ciudadano es un sagrado, cuya violación es un crimen” por lo cual su allanamiento procederá sólo en el caso de resistirse el reo, refugiado a la convocación del juez. La diligencia debe hacerse con la moderación debida, y personalmente por el juez de la causa. Si algún motivo urgente impide su asistencia, dará al delegado una orden por escrito, y con la especificación que contiene el artículo 3°, dando copia de ella al aprehendido y al dueño de la casa si la pide. Después de su declaración el detenido sólo podrá estar incomunicado por un término de hasta diez días (artículo 5°).
El artículo 6° dispone que “Siendo las cárceles para seguridad y no para castigo de los reos, toda medida que, a pretexto de precaución, sólo sirva para mortificarlos, será castigada rigurosamente” y el artículo 7° dispone para todos los hombres la libertad para permanecer en el territorio del estado o abandonar cuando guste su residencia.Por el artículo 9° se dispuso que “Sólo en el remoto y extraordinario caso de comprometerse la tranquilidad pública o la seguridad de la patria, podrá el gobierno suspender este decreto mientras dure la necesidad, dando cuenta inmediatamente a la asamblea general con justificación de los motivos, y quedando responsable en todos tiempos de esta medida”.

## Reemplazo del Estatuto
La Asamblea General Constituyente de las Provincias Unidas del Río de la Plata en su sesión del 27 de febrero de 1813 aprobó el Estatuto del Supremo Poder Ejecutivo, mediante el cual se organizó el Poder Ejecutivo y se fijaron sus facultades, reemplazando en esa forma al Estatuto Provisional de 1811.